# 紫冠蕉鵑
紫冠蕉鵑（學名：Gallirex porphyreolophus）是一種冠蕉鵑。它們分佈在蒲隆地、肯雅、馬拉維、莫桑比克、盧旺達、南非、斯威士蘭、坦桑尼亞、烏干達、贊比亞及津巴布韋。
紫冠蕉鵑的頭部為綠色，其上有紫色的冠。眼睛有紅環圍繞，喙呈黑色。頸部及胸部呈綠色及褐色。身體其餘部份都呈紫色，翅羽末端呈紅色。
紫冠蕉鵑棲息在潮濕的林地及常綠林。它們的食物以果實為主。

## 照片

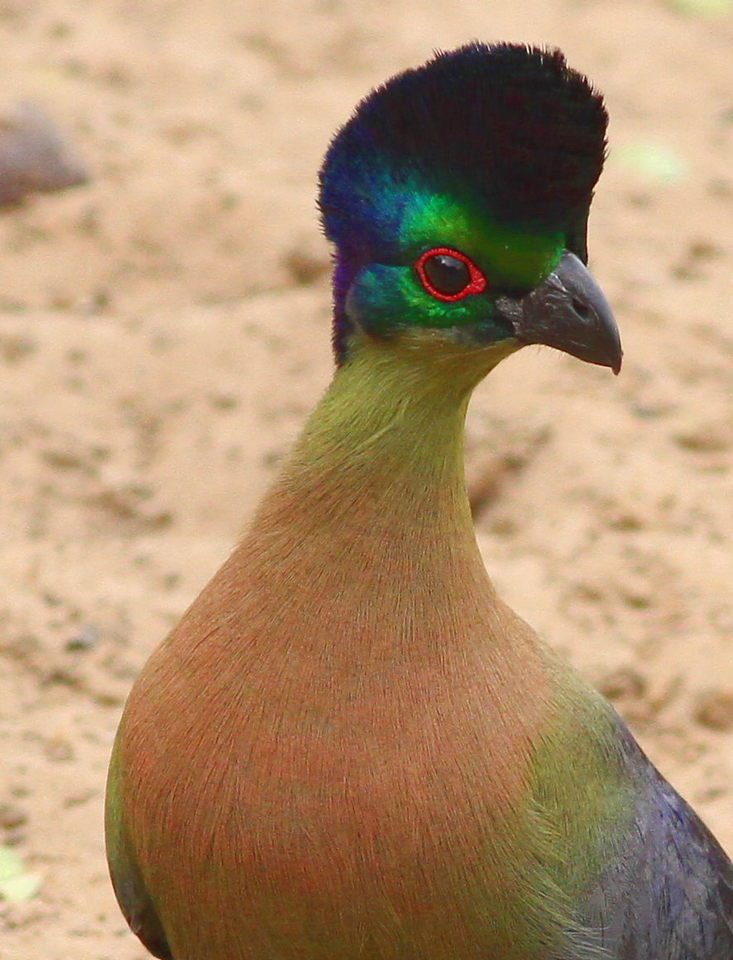
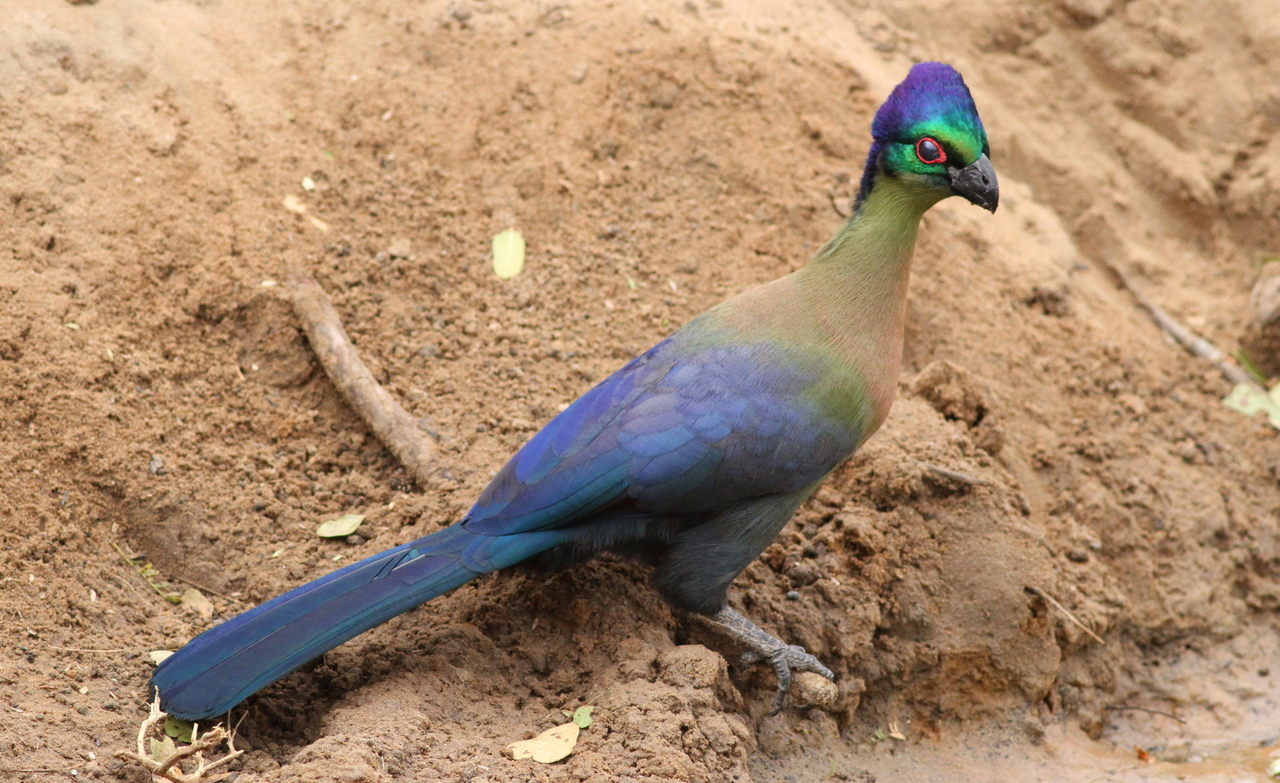
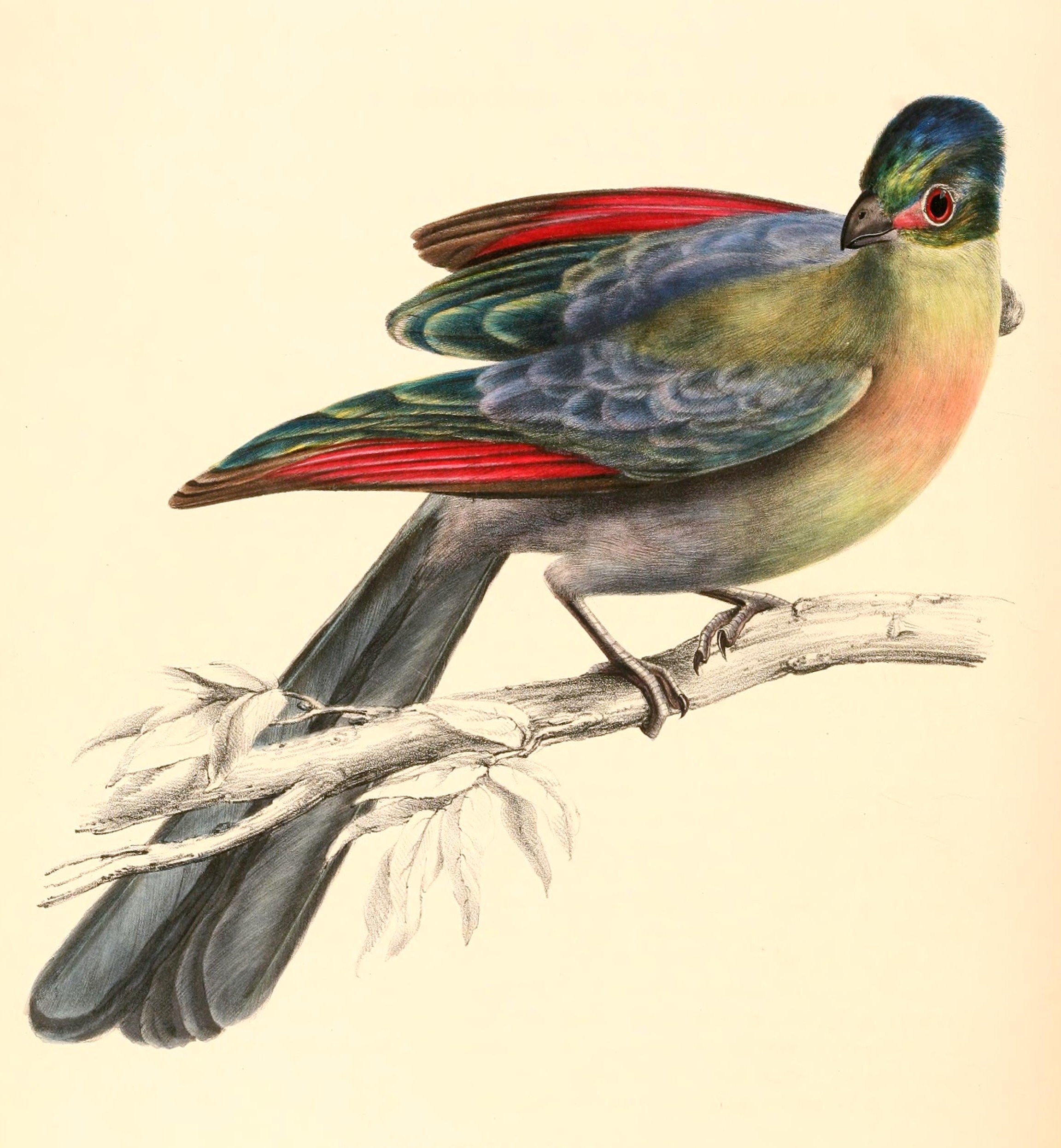

## 外部連結
- National Aviary